# 盧興祖
盧興祖（？—1667年），中國清朝官員，汉军镶白旗人。

## 生平
國子監官學生出身。早年任工部啟心郎。歷任漢軍巡城理事官。順治十八年（1662年）任廣東巡撫。康熙四年（1665年）擔任廣東總督。同年，該官職改為廣東廣西總督，恢復兼攝廣西地區政務。康熙六年（1667年）卒。

## 家族
其女是著名词人纳兰性德的原配夫人。